# V Velorum
V Velorum är en pulserande variabel  av Delta Cephei-typ (DCEP) i stjärnbilden Seglet. Stjärnan räknades fram till 1930 till Kölens stjärnbild och hade då variabelnamnet W Carinae.
Stjärnan varierar mellan visuell magnitud +7,19 och 7,95 med en period av 4,370991 dygn.